# Stratospheric Aerosol and Gas Experiment (Instrument)
Das Stratospheric Aerosol and Gas Experiment (SAGE) ist eine Versuchsreihe bei der mit Hilfe von Fernerkundungssatelliten die chemische Zusammensetzung der Erdatmosphäre erforscht wird. Im Speziellen wurde SAGE dazu verwendet die Ozonschicht der Erde und die Aerosole in der Troposphäre durch die Stratosphäre hindurch zu untersuchen. Das Instrumentarium der Experimente nutzt dabei Okkultationsmeßtechniken um die chemischen Gaskonzentrationen in der Atmosphäre zu bestimmen. Diese Techniken messen das Sonnenlicht bei Sonnenaufgang und Sonnenuntergang bei den Satellitendurchläufen um die Erde. Diese Messergebnisse werden mit der Solarstrahlung verglichen, die nicht durch die Atmosphäre gedämpft ist. Im Falle der SAGE-Versuchsreihe werden Energien des Lichts im UV-Spektrum und im Spektrum des sichtbaren Lichts vermessen. Über Berechnungsalgorithmen wie der Strahlungstransportgleichung kann dann die chemische Zusammensetzung der Erdatmosphäre bestimmt werden. Die Daten der SAGE-Reihe wurden genutzt um den Gehalt von Ozon, Spurengasen, Wasserdampf und andere Aerosolen in der Atmosphäre zu erforschen.
Bisher gab es vier SAGE-Versuchsreihen:
- SAGE I flog mit dem Explorer 60 (Start am 18. Februar 1979)
- SAGE II war Teil des Earth Radiation Budget Satellite (ERBS, Start am 5. Oktober 1984)
- SAGE III flog mit dem Satelliten METEOR-3M-1 am 10. Dezember 2001 mit einer Zenit-2 vom Weltraumbahnhof Baikonur ins All. Nachdem die Energieversorgung erschöpft war, stellte der Satellit am 6. März 2006 seinen Betrieb ein.[1][2]
- Eine vierte Generation vom SAGE-Instrument ("SAGE III on ISS") wurde im Februar 2017 an Bord der ISS gebracht.[3][4]